# Asplenium monanthes
Asplenium monanthes är en svartbräkenväxtart som beskrevs av Carolus Linnaeus. Asplenium monanthes ingår i släktet Asplenium och familjen Aspleniaceae.

## Underarter
Arten delas in i följande underarter:
- A. m. wagneri
- A. m. yungense